# .pk
.pk (em inglês: Pakistan) é o código TLD (ccTLD) na Internet para o Paquistão.